# درسة القمح
دُرَّسَة القمح أو الدُّرَّسة الكبيرة (الاسم العلمي: Emberiza calandra) من الطيور الجواثم من الفصيلة العنبريَّة. هي دُرَّسة كبيرة الحجم مع كِسوة بُنيَّة مُحمرَّة مُخططة بكثافة. الجنسان متشابهان لكن الذكور أكبر قليلًا من الإناث. يمتد نطاقها من أوروبا الغربية وشمال غرب إفريقيا إلى شمال غرب الصين.

## التصنيف
وُصفت دُرَّسة القمح بشكل علمي لأول مرة من قِبل عالم الطبيعة السويدي كارولوس لينيوس في سنة 1758 في طبعته الثامنة من كتابه نظام الطبيعة وأعطاها إسمها العلمي Emberiza clandra. العيِّنة النمطيّة سويدية. يأتي اسم الجنس Emberiza من الكلمة الألمانية القديمة Embritz، أي دُرَّسة. أما الصِفّة المُحددة calandra فتأتي من الكلمة الإغريقية Kalandros، التي تُشير العلعل. في بعض الأحيان تُوضع دُرَّسة القمح في جنسها الخاص أُحادي الطراز Miliara.
يُصنف نوعان فرعيان.
- النُوَيعة الكلندرية (E. c. calandra)، لينيوس 1758: شمال غرب إفريقيا، جزر الكناري وأوروبا وصولًا إلى تُركيا والقوقاز وشمال إيران.
- النُوَيعة البوتُرلينية (E. c. buturlini)، هانز جوهانسن: الشرق الأوسط إلى شمال غرب الصين.

## الوصف

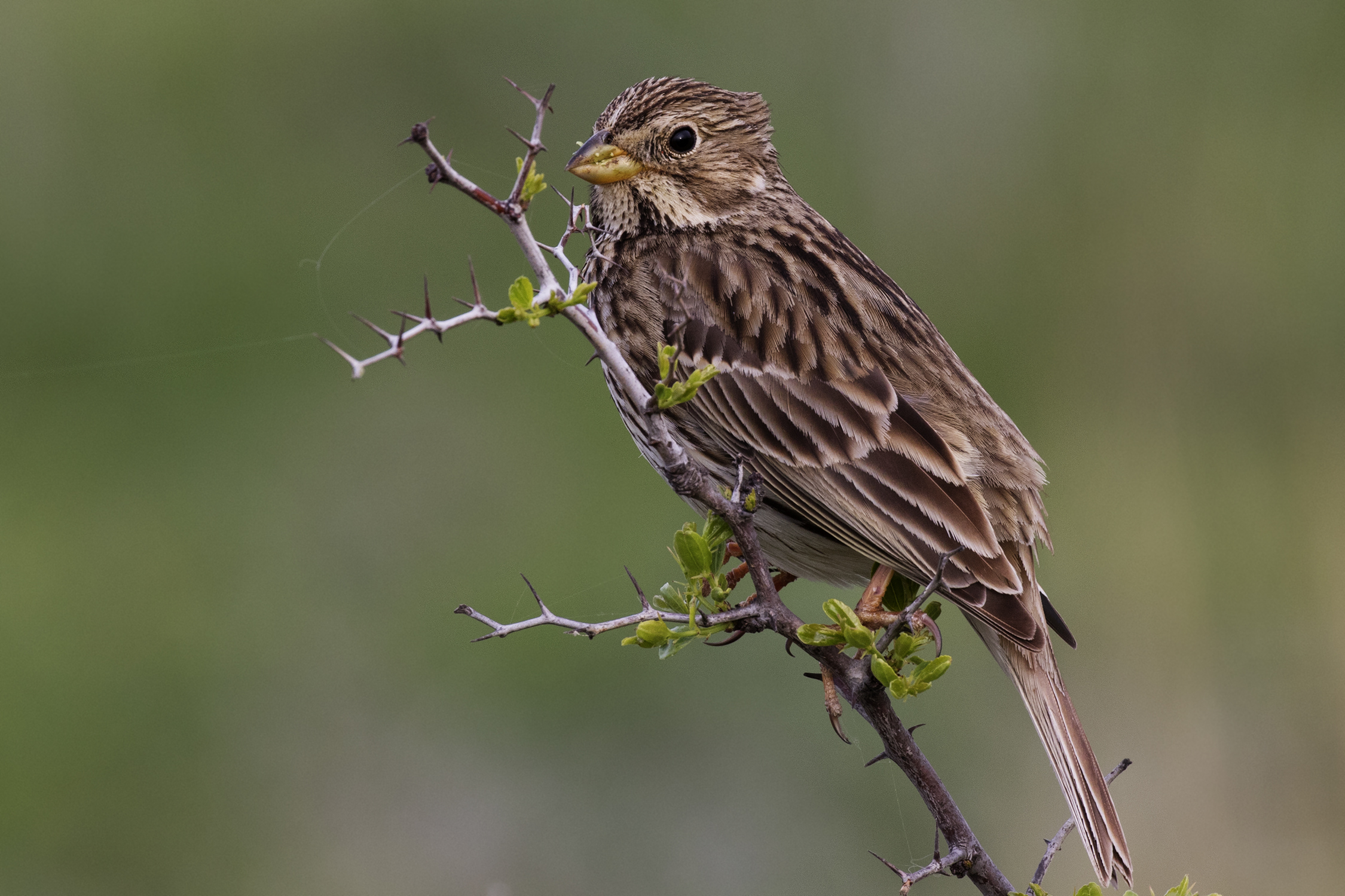
دُّرَّسة قمح في تركيا

هذه دُرَّسة غير إعتيادية بسبب كِسوة الجِنسين مُتشابهة في المظهر، على الرغم من أن الذكور أكبر بنحو %20 من الإناث. هذه الدُّرَّسة الضخمة يبلغ طولها 16-19 سم، مع عين داكنة بارزة وفك سُفلي مُصفَّر. تفتقد الذكور لأي ألوان إستعراضية، خاصةً على الرأس، والتي تُعد شائعةً عند باقي الدُّرَّسات النمطية (الاسم العلمي: Emberiza). الجِنسان يبدوان نوعًا ما مثل القُبّرّات، حيث تكون كِسوتهما البُنيّة الضاربة للرمادي مُخططة من الجزء العُلوي والجزء السُفلي أبيض. الجزء السُفلي مُخطط على الجوانب والصدر، والتخطيط يُشكِل ما يُشبه العُنُقية على الحلق. أكسِيّة الجناح الصُغرى داكنة بارزة ذات أطراف بيضاء. الذيل بُنيّ بارز.
تغريد الذكر صوت رنان مُتكرر، عادةً ما يُشبه جشجشة المفاتيح، والذي يُصدره غالبًا من شُجيرة مُنخفضة أو سِياج أو أسلاك الهاتف.

## الانتشار والموطن
تُفرخ الدُّرَّسة الكبيرة جنوب ووسط أوروبا وشمال إفريقيا وصولًا إلى كازاخستان بآسيا. هي أساسًا مُقيمة آبدة، لكن بعض الطيور من المناطق الباردة لوسط أوروبا وآسيا تهاجر جنوبًا في الشتاء.
تُفضل هذه الدرسة الأراضي المكشوفة ذات الأشجار، مثل الأراضي الزراعية والأراضي البيابية (الأراضي غير المحروثة أو القاحلة) كثيرة النباتات الضارة. تراجعت أعدادها بشكل كبير في شمال غرب أوروبا بسبب الأنشطة الزراعية المُكثفة ما يحرمها من غذائها الرئيسي المتمثل في بذور النباتات الضارة والحشرات، وهذه الأخيرة ضرورية لإطعام الفراخ. انقرضت مؤخرًا في إيرلندا وويلز حيث كانت شائعة في ما مضى.

## السلوك

### الغذاء
غذائها الطبيعي يتكون أساسًا من البذور لكن الحشرات أيضًا من شاكلة الجداجد (صراصير الليل)، خاصةً عند تغذية الصِغار.

### التفريخ
تدافع الذكور عن مناطقها في موسم التفريخ ويمكن أن تكون متعددة الأزواج، بحيث قد تكون ثلاث إناث لكل ذكر. نسبة الجمهرة بين الجنسين عمومًا تساوي 1:1، ما يعني أن بعض الذكور تظل غير متزاوجة خلال الموسم. الذكور تلعب دورًا صغيرًا فقط في الرعاية الأبوية، فهي لا تُشارك في بناء العُش أو حضانة البيض، وتُطعم الفراخ فقط عندما تكبر لنصف حجمها.
يُصنع العُش من العُشب ويُبطن بالشعر والعُشب الطريّ ويُبنى عادة على الأرض. يصل مُتوسط حضنة البيض إلى أربع لكن عادةً ما تتراوح بين ثلاث وخمس، ونادرًا سِت.

## انظر أيضا

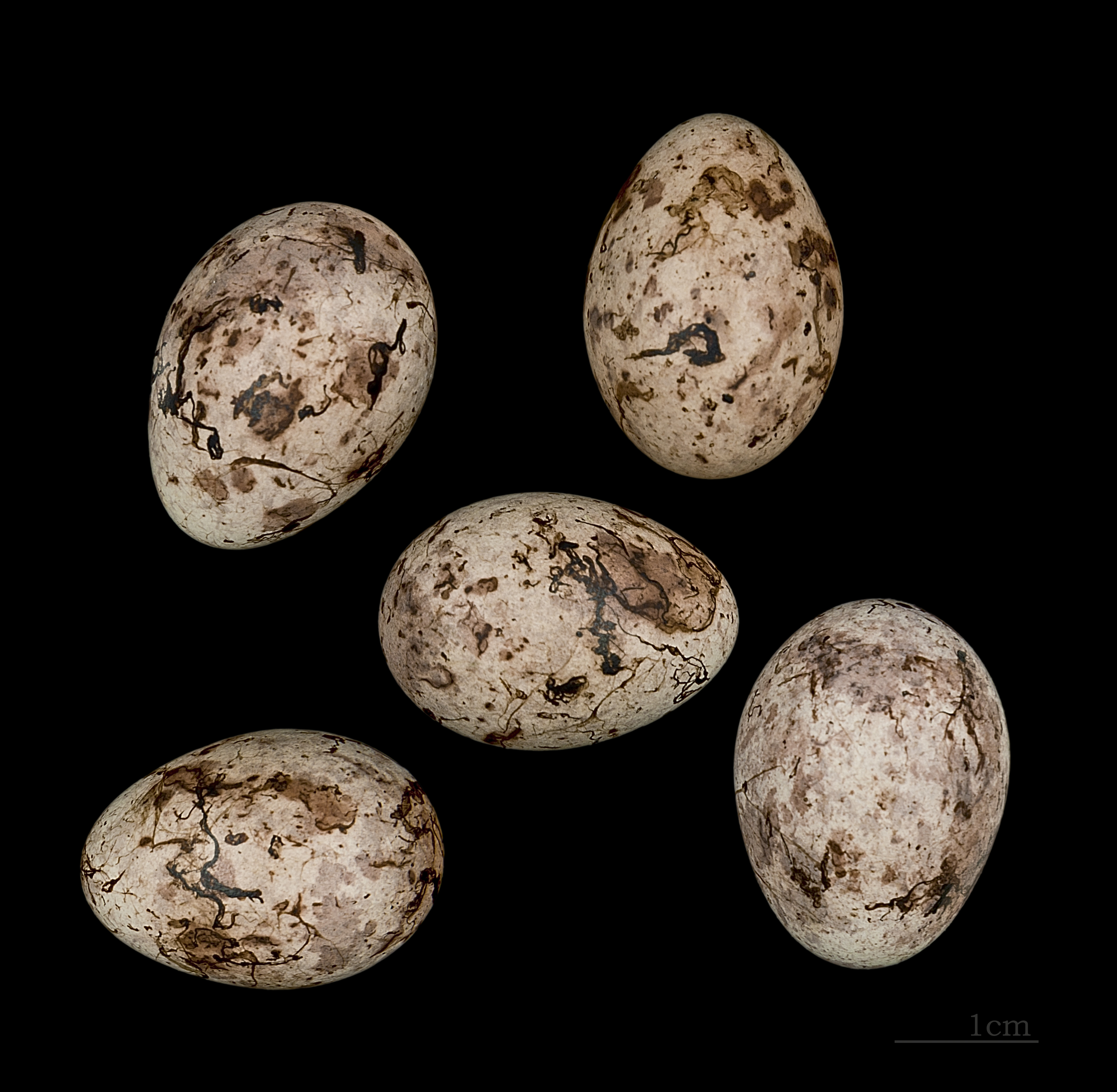
Emberiza calandra